# Calvin Jones
Calvin Jones (Greenwood, 9 juni 1926 - Southaven, 9 augustus 2010) was een Amerikaanse bluescontrabassist.

## Biografie
Jones leerde al op jonge leeftijd contrabas en viool spelen. Lange tijd werkte hij samen met Willie 'Big Eyes' Smith, vooreerst was hij bijna tien jaar in de band van Muddy Waters. De samenwerking van beide muzikanten kreeg zijn vervolg in de Legendary Blues Band. Ook toen hij als contrabassist steeds in de achtergrond stond, is zijn bijdrage aan de Chicago blues niet te onderschatten.
De muzikanten (m/v) met wie hij heeft opgetreden en op wiens album hij te horen is, behelzen een grote bandbreedte. Natuurlijk speelt de blues een grote rol (o.a. met James Cotton en Otis Spann), maar ook bij de musical-productie Bubbly Black Girl Sheds Her Chameleon Skin van Kirsten Childs was hij erbij. In de film The Blues Brothers is hij te zien als muzikant in de scene, waarin John Lee Hooker op de straat een concert geeft.

## Discografie
- 1978: Nighthawks: Jacks & Kings, Vols. 1–2
- 1991: James Cotton: Mighty Long Time
- 2004: Paul Oscher: Alone With The Blues
- 2006: Eartha Kitt: Live from the Cafe Carlyle
- 2003: Otis Spann: Heritage of the Blues/I Wanna Go Home (cd, geremasterd)
- 1996: James Reese Europe: James Reese Europe's 369th U.S. Infantry 'Hell Fighters' Band (cd)
- 2005: Wilbur Sweatman: Recorded in New York 1916–1935 (cd's)
- 2006: Senti Toy: How Many Stories Do You Read On My Face? (cd)

- MusicBrainz: 275c234a-69c8-4b6e-8d4f-59df71b76467
- Virtual International Authority File: 4025154260867024480003